# Pombo-frugívoro-de-cabeça-rosada
Pombo-frugívoro-de-cabeça-rosada (Ptilinopus porphyreus) é uma espécie de ave pertencente à família dos columbídeos, endêmica da Indonésia.
Seu nome popular em língua inglesa é Pink-headed fruit dove.